# Centre Rackman
 (janvier 2013).
Si vous disposez d'ouvrages ou d'articles de référence ou si vous connaissez des sites web de qualité traitant du thème abordé ici, merci de compléter l'article en donnant les références utiles à sa vérifiabilité et en les liant à la section « Notes et références ».

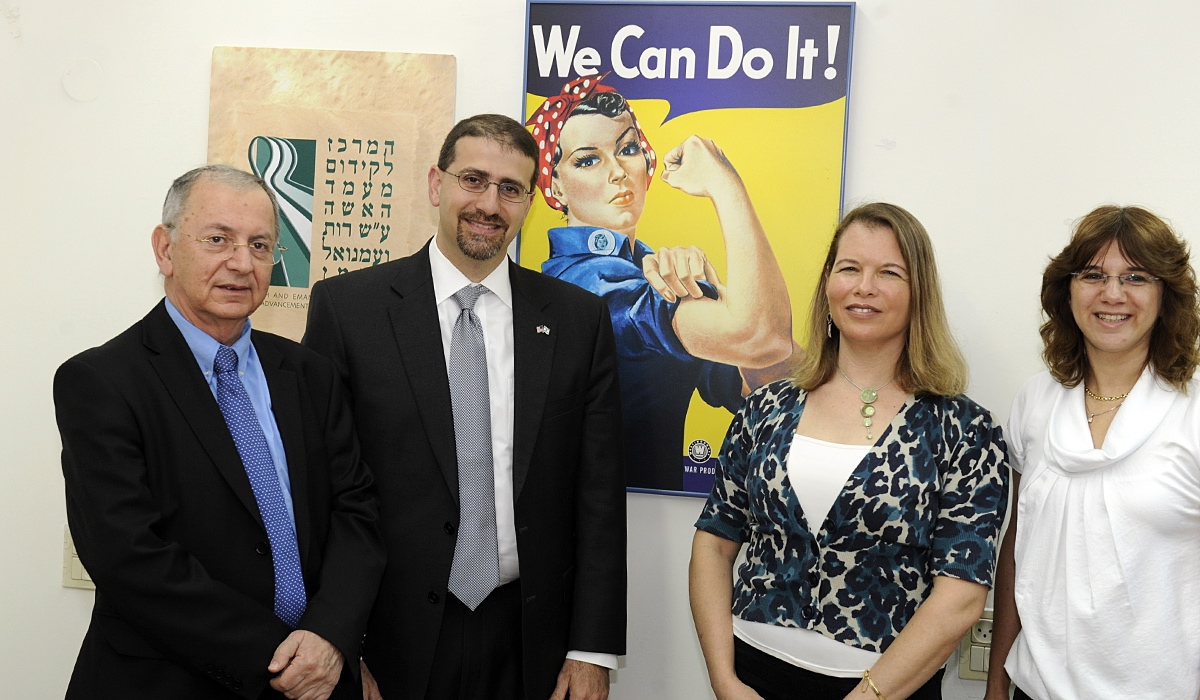
L'ambassadeur Daniel Shapiro visitant l'Université Bar Ilan accueilli par le président et directeur Moshé Kaveh, 7 mai 2012.

Le centre pour la promotion de la condition de la femme en Israël au nom de Ruth et Emmanuel Rackman est actif dans le cadre de la faculté de Droit de l'université de Bar Ilan (Ramat Gan, Israël).

## Histoire
Le centre a été fondé en 2001 dans le but de faire disparaître les discriminations envers les femmes et de renforcer leurs statuts dans la société israélienne. Le centre Rackman a été fondé par le professeur Ruth Halperin-Kadari qui le dirige jusqu'au aujourd'hui.

## Description
La création  d'un centre permettant de protéger et de promouvoir les droits des femmes, est devenue une nécessité face à la situation des femmes en Israël. À la suite d'un divorce, les femmes se retrouvent souvent dans une situation financière précaire. Dans le cadre d'une procédure de divorce, les maris sont mieux défendus au tribunal que les femmes.
En Israël, les questions de statut personnel et particulièrement le statut marital est de la compétence exclusive du tribunal rabbinique. L'obtention du divorce (le Guet) par une femme est subordonnée à l'acceptation du mari. Beaucoup d'hommes profitent de ce pouvoir - beaucoup refusent d'accorder le divorce ou extorquent leurs épouses, exigeant des paiements excessifs de leur part, pour accorder le divorce.
Aujourd'hui, le droit de la famille sur les plans juridique et législatif, n'est pas assez protecteur du droit des femmes, et ne cadre pas le pouvoir du mari dans le cadre d'une procédure de divorce. Si la loi n'assure pas la protection des femmes, comment attendre des hommes de respecter les droits des femmes et de ne pas abuser de leur pouvoir. Les données statistiques montrent que 70 % des familles monoparentales en Israël résultent d'un divorce, et - selon ces mêmes données, les mères, célibataires - appartiennent à la catégorie socio-économique la plus basse de la société.
Les femmes, dans une situation précaire financière et juridique, ont besoin d'une représentation juridique adaptée afin de les protéger elles et leurs enfants.

### Activités
Le centre a mis en place un programme d'aide juridictionnelle destinés aux femmes. De plus, il est engagé dans des activités publiques, dans la recherche universitaire et dans le renforcement du droit des femmes. Il a été créé d'après les idées du Docteur Emmanuel Rackman, afin d'assurer la promotion du droit des femmes en Israël, et l'amélioration de la condition de la femme en droit de la famille et plus largement dans la loi juive. 

### Programme d'aide juridictionnelle pour les femmes en droit de la famille (La cliniqua)
Le programme d'aide juridictionnelle pour les femmes a plusieurs objectifs :
- Fournir une assistance juridique de qualité pour les femmes dans des affaires familiales: conflits, divorce, garde, pension alimentaire, partage des biens ou autres différends en droit de la famille ou  domaines associés à l'exclusion des cas de violences domestiques.L'aide juridictionnelle comprend deux services : une représentation juridique complète ou une permanence juridique par téléphone et sur Rendez Vous.La pleine représentation juridique  est accordée à titre gratuit aux femmes défavorisées  qui n'ont pas droit à l'aide juridique de l'État et répondant aux critères du programme.Une première consultation  juridique est donnée à n'importe quelle femme gratuitement.
- La formation d'étudiants sensibilisés au statut inégalitaire des femmes dans la société, future génération d'avocats engagée  dans l'avancement du statut des femmes et dans la promotion de l’égalité des sexes.
- Avoir un impact dans la promotion de la condition de la femme dans la société, pour l'égalité réelle entre les sexes par des changements juridiques, par la création de précédents jurisprudentiels en droit de la famille et rédaction de propositions de lois dans le domaine qui seront soumis à la Knesset.

Les étudiants assistent les avocats dans la représentation du dossier, ils suivent le dossier dès les premières rencontres avec les femmes, dans les négociations, dans les dépôts d'actes de procédure au tribunal ainsi que dans les litiges entre les différents tribunaux (civils, rabbiniques...). Les étudiants participent aussi à des réunions de travail afin de discuter des aspects théoriques et pratiques liés à la représentation de femmes dans les affaires familiales.Ils participent aussi au projet de rédaction de propositions de loi dans les sujets liés au droit de la famille.

### Activités publiques
Législation
Le centre Rackman propose des projets de loi à la Knesset pour promouvoir le droit des femmes dans la société israélienne.
Prises de positions
Le centre rédige et publie des rapports pour présenter ses positions.
Projet S.A.M (Surveillance, Application et Mise en œuvre)
En hébreu projet PAI, est le premier projet du genre qui vise à examiner la mise en œuvre et l'application des lois qui ont une influence sur les femmes, en particulier en matière de droit de la famille.

### Politique publique
Projet de traduction d'ordonnances de protection
Le centre a traduit les formulaires d'ordonnance de protection contre la violence d'un membre de la famille dans les différentes langues parlées en Israël.
Modification des procédures d'exécution
Le centre Rackman a participé à  la modification du formulaire d’exécution des dettes  de pensions alimentaires.
Commission Shnit
Le centre a déposé des observations sur le rapport de la commission Shnit auprès de la commission même et du Ministère de la Justice (La commission Shnit est la commission chargée d'étudier les questions liées à l'attribution de la garde des enfants de moins de six ans). Le centre a organisé une conférence sur le rapport de la commission Shnit. D'autre part le centre sera actif à la Knesset lorsque les conclusions de la commission seront proposés en projets de lois. 

### Activités internationales
Le Professeur Ruth Halperin - Kadari, qui est à la tête  du Centre Rackman, a servi comme vice-président du Comité pour l'élimination de la discrimination à l'égard des femmes de l'ONU et y est actuellement toujours membre. Elle agit pour élever la conscience politique - publique sur l'engagement international visant à promouvoir l'égalité des sexes et les femmes.

## Publications
- Le jugement et le juge  est une publication exclusive, innovante et unique qui est conçue pour publier régulièrement des décisions rabbiniques dans le domaine du droit de la famille. Les jugements sont rapportés intégralement ou en  résumé, et se concentrent sur le domaine du divorce. Dans des cas exceptionnels il y a aussi des jugements de tribunaux civils, directement liés à l'objet du divorce. La compétence des tribunaux rabbiniques touche l'un des aspects les plus importants de la vie de l'individu - « Le mariage et les relations familiales » La capacité de connaître et d'apprendre les décisions des tribunaux rabbiniques dans ces sujets permet aux justiciables publics, et toutes les personnes impliquées dans le domaine (avocats, universitaires...) d'étudier en profondeur les situations juridiques, d'analyser et de comprendre les droits et de les protéger. Cette publication est publiée tous les quatre mois, depuis février 2003, et est distribuée gratuitement.

Cette publication est une initiative conjointe du Centre pour la promotion de la femme au nom de Ruth et Emmanuel Rackman et du centre « Yad la Isha » (une main vers la femme ) au nom de Max Morrison, centre faisant partie des institutions Ohr Torah Stone.
- Les femmes dans la loi est la première publication regroupant toute la législation israélienne concernant les femmes et leurs statuts juridiques en Israël. Le but de cette publication est de permettre un accès rapide et facile au niveau législatif pour les personnes engagées ou travaillant dans le domaine et pour le grand public intéressé par le statut de la femme. Cette publication comprend tous les textes législatifs traitant directement des femmes  classés par thème en six chapitres : l'emploi; la vie publique; la famille - mariage et procréation; société et protection sociale; harcèlement sexuel;  violence contre les femmes et  un chapitre général.

## Sources
- (en) Arutz Sheva, 5 février 2011, Gil Ronen, Bar Ilan Reins In Radical Gender Studies Doyennes.
- (en) The Yeshiva world news, 1er février 2010, Yechiel Spira, Bar Ilan’s Rackman Center Decries Call to Expand Authority of Rabbinical Courtsee.